# Skupina 1 (mobilizace 1938)
Skupina 1 byla vyšší jednotkou československé armády v síle divize, v době mobilizace v roce 1938 působící v rámci Hraničního pásma XI a jejím úkolem byla obrana hlavního obranného postavení na linii Toužim - Rtyně nad Bílinou v celkové délce 114 km. Zároveň obsazovala i 2. obranné postavení od Rabštejna nad Střelou přes tok Blšanky a Ohře až k Roudnici nad Labem v délce 112 km.
Velitelem Skupiny 1 byl brigádní generál Václav Petřík.
Stanoviště velitele se nacházelo v Rakovníku.

## Úkoly Skupiny 1[1]
Skupina 1 měla bránit hlavní obranné postavení, ale v krajním případě je mohla opustit a ustoupit na 2. obranné postavení na toku Blšanky a Ohře. Toto obranné postavení již mělo být bráněno s vypětím všech sil a ústup byl možný pouze se souhlasem velitele 1. armády.
Hlavní obranné postavení bylo obsazeno jednotkami hraničářského praporu 5, pěšího pluku 46 a hraničářského praporu 1. Druhé obranné postavení držely jednotky pěších pluků zajištění lehkého opevnění (ZLO) č. 151 a 152. Výjimku tvořily prapory III/151 a III/152, které umístěny mezi oběma liniemi v prostoru Podbořan a Žatce a měly být nasazeny k vyztužení 2 linie teprve po rozpoznání směru nepřátelského útoku.
V záloze Skupiny 1 se nacházel motorizovaný ženijní prapor 22, který mimo jiné disponoval i rotou kanonů proti útočné vozbě a měl podporovat ústupové boje hraničářského praporu 5. Druhou záložní jednotkou Skupiny 1 byl hraničářský prapor 21, soustředěný u obce Vraný na Lounsku.
V oblasti Skupiny 1 severně od Rakovníka se také nacházel hraničářský prapor 25, který představoval zálohu velitele Hraničního pásma XI.
Jednotky Skupiny 1 byly poměrně dobře vybaveny protitankovými zbraněmi (celkem 72 kanonů proti útočné vozbě) a mohly se opřít o 692 stavebně dokončených objektů lehkého opevnění vzor 37.

## Podřízené jednotky[1]
- pěší pluk 46 (SV Vysočany)
- hraničářský prapor 5 (SV Doupov)
- hraničářský prapor 1 (SV Mirošovice)
- hraničářský prapor 21 (Vraný u Loun)
- pěší pluk ZLO 152 (SV Kněževes)
- pěší pluk ZLO 151 (SV Třebíz)
- dělostřelecký pluk 32 (2 oddíly)
- dělostřelecký pluk 42 (2 oddíly)
- dělostřelecký pluk 44 (1 oddíl)
- dělostřelecký oddíl III/131
- smíšený přezvědný oddíl 32 (bez tanků)
- četa lehkých tanků
- ženijní prapor 22 (motorizovaný)
- ženijní rota 51
- telegrafní roty 153 a 154
- kanonová rota 56 (motorizovaná)

## Početní stav Skupiny 1[2]
~ 29 000 mužů